# Кашканколь
Кашканколь (каз. Қашқанкөл) — село в Жанакорганском районе Кызылординской области Казахстана. Входит в состав Кандозского сельского округа. Код КАТО — 434047400.

## Население
В 1999 году население села составляло 195 человек (98 мужчин и 97 женщин). По данным переписи 2009 года, в селе проживало 185 человек (98 мужчин и 87 женщин).